# NGC 107
NGC 107 este o galaxie spirală situată în constelația Balena. A fost descoperită în 14 ianuarie 1866 de către astronomul Otto Struve.